# Mario Draghi

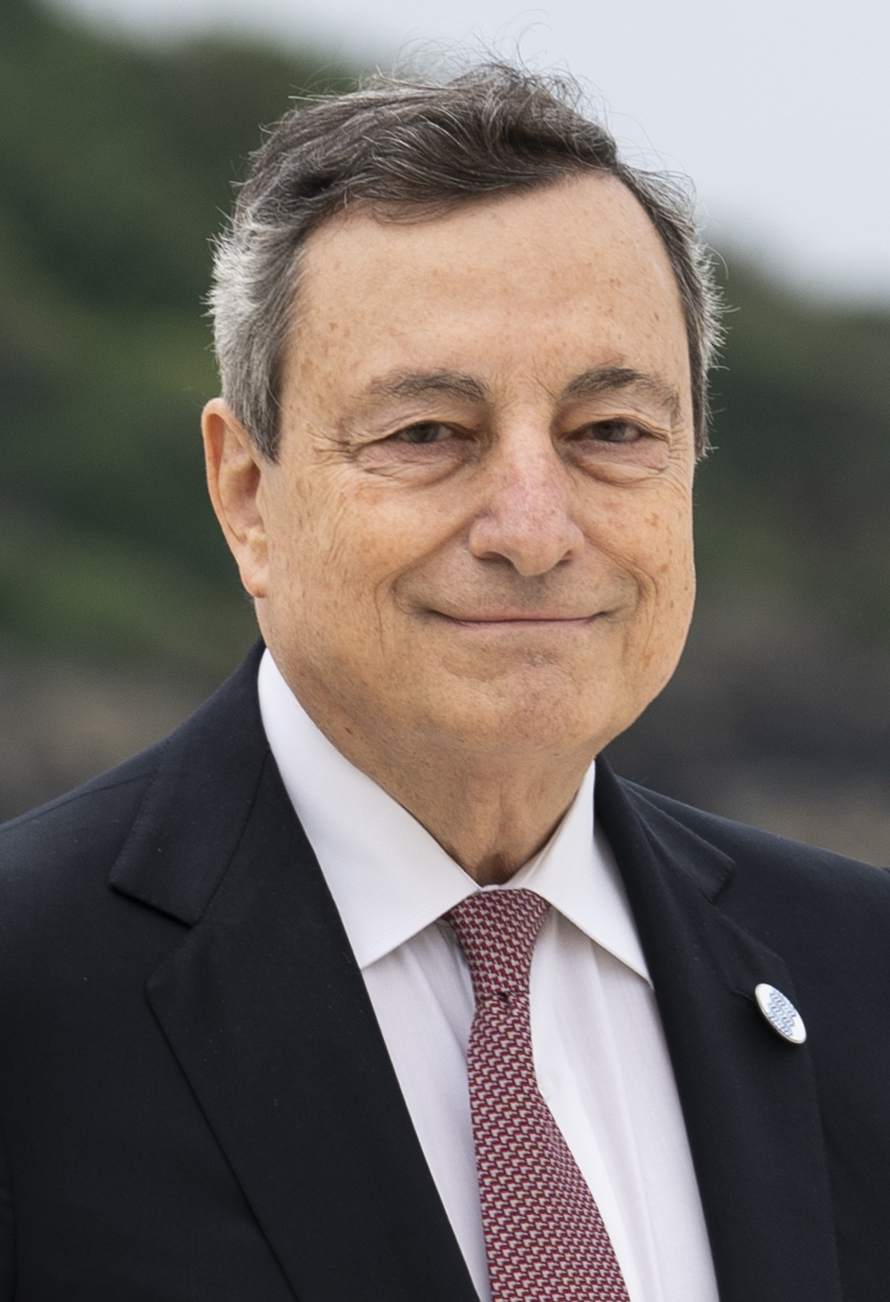
Mario Draghi (2021)

Mario Draghi [ˈmaːrjo ˈdraːɡi] (* 3. September 1947 in Rom) ist ein italienischer Wirtschaftswissenschaftler und Zentralbanker, der vom 13. Februar 2021 bis zum 22. Oktober 2022 italienischer Ministerpräsident war. 
Draghi war vom 16. Januar 2006 bis zum 31. Oktober 2011 Gouverneur der Banca d’Italia und vom 1. November 2011 bis zum 31. Oktober 2019 Präsident der Europäischen Zentralbank (EZB).
Nach einer Karriere als akademischer Ökonom in Italien arbeitete Draghi in den 1980er Jahren für die Weltbank in Washington, D.C. und kehrte 1991 nach Rom zurück, um Generaldirektor des italienischen Finanzministeriums zu werden. Nach zehn Jahren wechselte er zu Goldman Sachs und blieb dort bis zu seiner Ernennung zum Gouverneur der Banca d’Italia. In seine Amtszeit als Gouverneur fiel die Große Rezession. Er war außerdem der erste Vorsitzende des Financial Stability Board. Draghi verließ beide Rollen 2011 nach seiner Ernennung zum Präsidenten der Europäischen Zentralbank durch die Europäische Kommission. Er leitete die Institution während der Eurokrise und wurde in ganz Europa berühmt, als er 2012 in einer Rede in London ankündigte, alles zu tun, um das Scheitern des Euro zu verhindern („Whatever it takes“). Im Jahr 2014 wurde Draghi von Forbes als „achtmächtigste Person der Welt“ gelistet. 2015 stufte ihn Fortune als „zweitgrößten politischen Führer der Welt“ ein. Im Mai 2019 bezeichnete Paul Krugman ihn als „größten Zentralbanker der Neuzeit“. Darüber hinaus gilt er dank seiner Geldpolitik während der Eurokrise weithin als der „Retter des Euro“.
Im Februar 2021 wurde Draghi nach dem Rücktritt von Giuseppe Conte von Präsident Sergio Mattarella aufgefordert, eine Regierung der nationalen Einheit zu bilden. Nach erfolgreichen Verhandlungen mit der Lega (Lega), der Fünf-Sterne-Bewegung (M5S), der Demokratischen Partei (PD) und Forza Italia (FI) wurde Draghi am 11. Februar als Ministerpräsident vereidigt und versprach die effektive Implementierung des COVID-19-Wiederaufbaufonds. Draghi wurde während seiner Zeit als Ministerpräsident in Meinungsumfragen in Italien hoch bewertet – The Economist ernannte Italien 2021 zum „Land des Jahres“ und hob Draghis politische Führung als zentral für die Auszeichnung hervor.

Wegen einer Regierungskrise und verlorener Misstrauensvoten kündigte Draghi im Juli 2022 seinen Rücktritt an. Präsident Mattarella akzeptierte den Rücktritt und Draghi blieb bis zu den Neuwahlen im September 2022 geschäftsführend im Amt. Draghis Nachfolgerin wurde am 22. Oktober 2022 Giorgia Meloni.

## Früher Werdegang

### Herkunft
Mario Draghi wurde am 3. September 1947 in Rom geboren. Sein Vater Carlo, gebürtig aus Padua, war seit 1922 für die italienische Zentralbank tätig und wechselte zunächst zum Istituto per la Ricostruzione Industriale (IRI) und dann zur Banca Nazionale del Lavoro (BNL). Seine Mutter, Gilda Mancini, gebürtig aus Monteverde (Avellino), war Apothekerin. Er hat zwei jüngere Geschwister, die Kunsthistorikerin Andreina und den Unternehmer Marcello. Als Draghi fünfzehn Jahre alt war, starb sein Vater und kurz darauf auch seine Mutter. Als Waise wurde er eine Weile lang in dieser Zeit von einer Schwester des Vaters aufgezogen. Er selbst übernahm früh Verantwortung für seine jüngeren Geschwister.

### Ausbildung
Er besuchte das von den Jesuiten geführte Istituto Massimo, eine katholische Privatschule in Rom. Draghi war Klassenkamerad von Luca Cordero di Montezemolo und Giancarlo Magalli.
Nach dem Ende seiner Schulzeit studierte er Wirtschaftswissenschaften an der Universität La Sapienza in seiner Heimatstadt, unter anderem bei Federico Caffè (1914–1987), einem populären Ökonomen der keynesianischen Schule. Das Studium schloss er 1970 ab.
Für seine Promotion wechselte Draghi im Anschluss an das Massachusetts Institute of Technology (MIT) in Cambridge (USA), wo er ein Stipendium erhielt. Am MIT studierte Draghi unter dem späteren Wirtschaftsnobelpreisträger Franco Modigliani, besuchte Veranstaltungen von Rudiger Dornbusch und lernte den späteren Gouverneur der israelischen Zentralbank, Stanley Fischer, kennen, mit dem er auch lange über seine Promotion hinaus in Verbindung bleiben sollte. Mit seiner von Robert M. Solow ko-betreuten Arbeit „Essays on Economic Theory and Applications“ wurde Draghi 1977 schließlich bei Modigliani zum Ph.D. der Wirtschaftswissenschaften promoviert. Darin befasste er sich unter anderem mit den theoretischen Grundlagen der Währungsabwertung sowie mit dem Verhältnis von kurzfristiger Stabilisierungspolitik und langfristigen Planungszielen. Draghi war der erste italienische Staatsbürger, dem am MIT ein Doktorgrad verliehen wurde.

### Berufliche Laufbahn bis 2005
Von 1975 bis 1981 war Draghi als Dozent für Wirtschaftswissenschaften an den Universitäten Trient, Padua und Venedig tätig, ehe er 1981 auf eine Professur für Wirtschaftswissenschaften und Währungspolitik an der Universität Florenz berufen wurde. Während seiner florentiner Zeit war Draghi zwischen 1984 und 1990 auch italienischer Exekutivdirektor der Weltbank. 1991 legte er seine Professur schließlich nieder und wechselte als Generaldirektor ins italienische Finanzministerium.
Um die Jahrtausendwende warb die italienische Regierung dafür, Draghi in der Nachfolge von Michel Camdessus zum geschäftsführenden Direktor des Internationalen Währungsfonds zu berufen. Die Personalie stieß bei vielen anderen europäischen Regierungen aber auf Skepsis, vor allem weil mit Romano Prodi bereits ein anderer Italiener gerade erst die Präsidentschaft der Europäischen Kommission übernommen hatte. Der Posten des IWF-Direktors ging schließlich an den Deutschen Horst Köhler.
Im Mai 2000 übernahm Draghi den Vorsitz des Wirtschafts- und Finanzausschusses der Europäischen Union. In dieser Funktion sollte er jedoch nur kurze Zeit verbleiben: Ende 2001 trat er nach knapp zehnjähriger Amtszeit als Generaldirektor des Finanzministeriums zurück. Während seiner Amtszeit war Draghi federführend für die Umsetzung des bis dato größten Privatisierungsprogramms in der Europäischen Union außerhalb Großbritanniens verantwortlich. Mit ihm sollten – letztlich erfolgreich – die italienischen Staatsfinanzen in Form gebracht werden, damit das Land im Jahr 1999 die Umstellung auf den Euro vollziehen konnte. Ein Ausschuss unter seiner Führung erneuerte überdies das italienische Gesetz für Übernahmen börsennotierter Gesellschaften (das Gesetz wird umgangssprachlich auch als „Legge Draghi“ bezeichnet). Draghi erwarb sich in dieser Zeit weltweit beträchtliches Renommee. Von verschiedenen Seiten erfuhr er jedoch auch Kritik für den Ablauf der Privatisierung der Telecom Italia. Der Verkauf der rund 45-prozentigen staatlichen Beteiligung an dem Unternehmen – bis dato die größte einzelne je in Europa durchgeführte Privatisierung – hatte in den Leitungsgremien des Hauses über viele Monate hinweg erhebliche Führungsquerelen nach sich gezogen, für die Kritiker vor allem Planungsfehler der Regierung verantwortlich machten.
Nach seinem Abschied vom Finanzministerium wurde Draghi im Jahr 2002 Managing Director und Vizepräsident der Investmentbank Goldman Sachs International in London. Dort blieb er bis 2005.

## Gouverneur der italienischen Notenbank (2006–2011)

### Ernennung und Programm
Ende 2005 wurde Draghi als Nachfolger von Antonio Fazio zum künftigen Gouverneur der italienischen Notenbank (Banca d’Italia) ernannt. Fazio hatte erst zehn Tage zuvor – nachdem er sich lange Zeit Rücktrittsforderungen widersetzt hatte – sein Amt niedergelegt. Gegen ihn war wegen des Verdachts des Amtsmissbrauchs und geheimer Absprachen mit inländischen Bietern bei mehreren Bankübernahmen staatsanwaltlich ermittelt worden; außerdem stand er im Verdacht, während seiner insgesamt zwölfjährigen Amtszeit kostspielige Geschenke von Bankhäusern angenommen zu haben. Dies hatte das Ansehen der Notenbank in der Bevölkerung und in Investorenkreisen stark beschädigt. Mit Draghi verband die Politik vor diesem Hintergrund die Hoffnung, das Image der Bank wieder aufzubessern. Seine Ernennung wurde sowohl von der Regierung als auch von der Opposition getragen – was wohl auch deshalb möglich war, weil sich Draghi zuvor nie parteipolitisch positioniert hatte. Im Januar 2006 trat Draghi sein Amt an. Für ihn galt als erstes die neue Amtszeitbegrenzung auf sechs Jahre (mit der Option auf einmalige Verlängerung um weitere sechs Jahre), die das Kabinett am Tag nach Fazios Ausscheiden verabschiedete.
Auf seinem neuen Posten positionierte sich Draghi früh zugunsten liberaler Reformen des italienischen Staates und der Wirtschaft. Anlässlich der ersten jährlichen Pressekonferenz der Notenbank unter seiner Ägide plädierte er gegen staatlichen Interventionismus und forderte eine Beseitigung von Wachstumshemmnissen, eine Reduktion der Neuverschuldung, einen Abbau von Bürokratie, eine Erhöhung des Pensionsalters sowie die Absenkung der Abgabenlast auf Lohneinkommen. In Abgrenzung zu seinem Vorgänger, der die – in Italien mit weitgehenden regulatorischen Kompetenzen ausgestattete – Zentralbank bei Fusions- und Übernahmevorhaben im Bankensektor äußerst robust auftreten ließ, um insbesondere eine Einflussnahme aus dem Ausland zu verhindern, sah Draghi in einem zurückhaltenderen Vorgehen der Bank eine Chance, die im europäischen Vergleich niedrige Wettbewerbsfähigkeit der italienischen Bankenlandschaft zu verbessern. Hierbei rief er die Geschäftsbanken auch explizit zur Offenheit gegenüber Zusammenschlüssen mit ausländischen Häusern auf. Um die Konsolidierung des Bankensektors zu intensivieren, schaffte die Notenbank unter Draghi das Vetorecht, das sie sich bei Zusammenschlüssen im Finanzsektor bislang ausbedungen hatte, ab. Bereits zum Ende von Draghis erstem Amtsjahr löste dies in Italien eine „Konsolidierungswelle“ (Neue Zürcher Zeitung) aus. Einen Höhepunkt erfuhr der Konsolidierungsprozess mit dem Zusammenschluss zwischen Unicredit und Capitalia zu einem der zehn größten Finanzkonzerne weltweit.
Innerhalb der Banca d’Italia selbst nahm sich Draghi vor, das bei Amtsübernahme weit verzweigte Filialnetz der Bank um die Hälfte auf rund 50 Niederlassungen auszudünnen und die verbliebenen Niederlassungen von Generaldienstleistern zu spezialisierten Außenstellen umzubauen. Dies löste Widerstände bei Mitarbeitern, Gewerkschaften und in den betroffenen Regionen aus.

### Finanzstabilitätsrat
Während seiner Amtszeit als italienischer Notenbankchef war Draghi auch Vorsitzender des Forum für Finanzstabilität sowie von dessen aufgewertetem Nachfolger, dem Finanzstabilitätsrat (FSB). Aufgabe des Rates ist es, auf internationaler Ebene die Arbeit der nationalen Finanzaufsichtsbehörden sowie der Institutionen, die internationale Regulierungsstandards für das Finanzwesen setzen, zu koordinieren. Gerade auch in dieser Funktion stand Draghi während der 2007 auf dem amerikanischen Subprime-Markt einsetzenden globalen Finanzkrise im Licht der Öffentlichkeit. Nachdem sich die geldpolitischen Transmissionskanäle der EZB im Laufe des Jahres 2008 als zunehmend dysfunktional erwiesen hatten, sprach sich Draghi im Oktober 2008 als eines der ersten Mitglieder im EZB-Direktorium öffentlich für die Pläne einiger europäischer Regierungen aus, der Rezession auch durch staatliche Mehrausgaben entgegenzuwirken. Als FSB-Vorsitzender mahnte er Mitte 2009 an, dass die Bereinigung der Bankbilanzen zu Ende gebracht werden müsse. Das Reparieren des Bankensektors und eine nachhaltige Besserung der wirtschaftlichen Lage sah Draghi dabei als Voraussetzung für einen im Anschluss einzuleitenden restriktiveren geldpolitischen Kurs. Im Herbst 2009 einigte sich der FSB unter Draghi darauf, die von Banken ausgezahlten Bonuszahlungen an ihre Beschäftigten zu beschränken, solange die Häuser nicht strengere Kapitalanforderungen erfüllen. Draghi bezeichnete die Maßnahme damals als das „wichtigste Projekt, das wir verfolgen“.

### Mahner der nationalen Stabilität
Die italienische Volkswirtschaft durchlief 2009 eine Rezession; im Vergleich zum Vorjahr ging die Wirtschaftsleistung um rund 6 Prozent zurück. Anfang 2009 sprach sich Draghi in dieser Situation scharf gegen ein Vorhaben des italienischen Finanzministeriums aus, Verwaltungsbeamten (Präfekten) in Krisenzeiten ein Mitspracherecht bei der Kreditvergabe privater Banken zu geben. Draghi kritisierte vor dem Parlament, durch einen solchen Schritt würden Kreditvergabeentscheidungen lokalpolitischen Erwägungen unterworfen und die Unabhängigkeit der Kreditvergabe unterminiert. Zugleich rief er die Banken dazu auf, sich angesichts der angespannten Wirtschaftslage des Landes auf die Werte rückzubesinnen, die den Wirtschaftsboom der 1950er und 1960er Jahre ermöglicht hätten. So warb er insbesondere dafür, sich die Kreditpolitik der Banker von damals zum Vorbild zu nehmen und – angesichts der außergewöhnlichen aktuellen Wirtschaftslage – bei der Bestimmung der Kreditwürdigkeit mit „Weitsicht“ zu agieren, ohne jedoch auf essentielle Bonitätsprüfungen zu verzichten. Damit suchte Draghi eine Brücke zwischen den Forderungen von Regierungsseite nach einer möglichst expansiven Kreditvergabe einerseits und Befürchtungen, die zu freigiebige Kreditgewährung in der Krise führe zu einer Aufblähung des Subprime-Segments und gefährde so das Bankensystem insgesamt, zu schlagen. Anfang 2010 forderte er die italienischen Banken auf, sich in diesem Jahr (in dem sich eine Erholung der italienischen Wirtschaft abzeichnete) mit Dividendenausschüttungen zurückzuhalten und stattdessen ihre Eigenmittel zu erhöhen.
Abseits der Finanzpolitik blieb Draghi über seine gesamte Amtszeit hinweg dabei, das Unterlassen von aus seiner Sicht erforderlichen Strukturreformen durch die Regierung zu monieren. Im Herbst 2009 bekräftigte er so etwa seine Forderung, das Pensionsalter substanziell heraufzusetzen und die Arbeitslosenversicherung, in der Millionen von Arbeitnehmern überhaupt nicht oder nur ungenügend erfasst seien, zu reformieren. Auch solle der Arbeitsmarkt endlich effizienter organisiert werden. Die gerade einsetzende Griechische Staatsschuldenkrise nahm er Mitte 2010 zum Anlass, zu betonen, dass diese die Dringlichkeit von Strukturreformen in Italien noch erhöht habe. In einem Gastbeitrag für die Financial Times resümierte Draghi im Herbst 2010 seine Lehren aus der globalen Finanzkrise: Die Krise habe deutlich gemacht, dass Risiken unterschätzt und das Ausmaß der Risikostreuung überschätzt worden seien. Das Bail-out der amerikanischen Investmentbank Lehman Brothers werde das letzte seiner Art bleiben, da die Öffentlichkeit weitere staatliche Rettungsaktionen dieser Art „weder akzeptieren wird noch akzeptieren sollte“ – die Too-big-to-fail-Stellung einiger als systemrelevant eingeschätzter Institute in den Griff zu bekommen, sei daher der nächste zentrale Schritt bei der Reformierung des Finanzsystems. Die Verlustausgleichsfähigkeit systemrelevanter Häuser müsse deutlich strengeren Anforderungen genügen als die für alle Banken geltenden Minimalstandards es vorschreiben und es müsse ein globales Abwicklungsregime für systemrelevante Institutionen konzipiert werden. Zudem müsse die systemweite Aufsicht gestärkt werden, um Risiken wie dem der Aufsichtsarbitrage im Schattenbankensystem, die in der Finanzmarktkrise eine wichtige Rolle gespielt habe, frühzeitig zu erkennen.
Anfang 2011 rief Draghi die italienischen Banken eindringlich dazu auf, in Hinblick auf anstehende europaweite Stresstests des Bankensystems ihre Eigenmittel zu erhöhen. In der Folgezeit nahmen eine Reihe von italienischen Banken teils erhebliche Summen an zusätzlichem Kapitel auf.

## EZB-Präsidentschaft (2011–2019)

### Vorfeld der Ernennung
Die italienische Regierung brachte Draghi bereits früh – knapp zwei Jahre vor dem regulären Amtsende von Jean-Claude Trichet – öffentlich als dessen Nachfolger ins Spiel: Außenminister Frattini sprach im September 2009 von einer „Ehre“ für Italien, sollte Draghi die Nachfolge Trichets antreten. Gleichzeitig regte sich auch auf deutscher Seite Interesse an der EZB-Präsidentschaft. Schon bald wurde allgemein von einem Zweikampf zwischen Draghi und dem damaligen Chef der Deutschen Bundesbank, Axel Weber, ausgegangen. Als Anfang 2010 mit Vítor Constâncio ein anderer Südeuropäer Vizepräsident der EZB wurde, sahen Beobachter darin zunächst einen Dämpfer für Draghis Chancen auf den Spitzenposten. Im Februar 2011 kündigte dann allerdings Weber überraschend seine vorzeitige Demission als Bundesbankpräsident an und bestätigte wenig später, auch für das Spitzenamt in der EZB nicht zur Verfügung zu stehen. Daraufhin wurden Überlegungen laut, ob Deutschland einen anderen Kandidaten portieren sollte – gerade in der deutschen Bevölkerung bestanden gegen Draghi wegen seiner italienischen Herkunft Vorbehalte: Die historisch mit Abwertung und Inflation assoziierte Geldpolitik der italienischen Notenbank ließ einige mutmaßen, Draghi werde die EZB einem ähnlichen Kurs unterwerfen und so die deutsche Wirtschaft gefährden. Nachdem der deutsche Finanzminister Wolfgang Schäuble verlauten ließ, keinen neuen Kandidaten in Bereitschaft zu halten, stellte sich der französische Präsident Nicolas Sarkozy Ende April auch offiziell hinter eine Kandidatur Draghis. Zwei Wochen später erklärte die deutsche Bundeskanzlerin Angela Merkel, dass die deutsche Seite eine Bewerbung Draghis ebenfalls unterstützen würde.
Anfang Juni 2011 erklärten der EZB-Rat sowie der Ausschuss für Wirtschaft und Währung des Europäischen Parlaments ihre Unterstützung für Draghi. Am 24. Juni 2011 beschloss der Europäische Rat seine Ernennung als EZB-Präsident für eine achtjährige Amtszeit. Vorausgegangen war ein Streit zwischen der französischen und der italienischen Regierung. Der französische Präsident Sarkozy drohte bis zuletzt, Draghis Ernennung zu verzögern, da fortan zwei Italiener, aber kein Franzose mehr im EZB-Direktorium vertreten sein würden. Offenbar war Sarkozys Unterstützung für Draghi an eine Zusage der italienischen Seite geknüpft, das italienische Direktoriumsmitglied Bini Smaghi zum Rücktritt zu bewegen. Smaghi, dessen Amtszeit regulär erst 2013 geendet hätte, lehnte eine Amtsniederlegung jedoch wochenlang unter Hinweis auf die politische Unabhängigkeit der EZB ab. Kurz vor dem EU-Gipfel erneuteren Sarkozy und Berlusconi auch öffentlich ihre Rücktrittsforderungen, woraufhin Smaghi schließlich einlenkte und in Aussicht stellte, zum Jahresende aus dem Gremium auszuscheiden. Sein Nachfolger wurde später Benoît Cœuré.
Am 1. November 2011 trat Draghi die EZB-Präsidentschaft an.

### Amtszeit

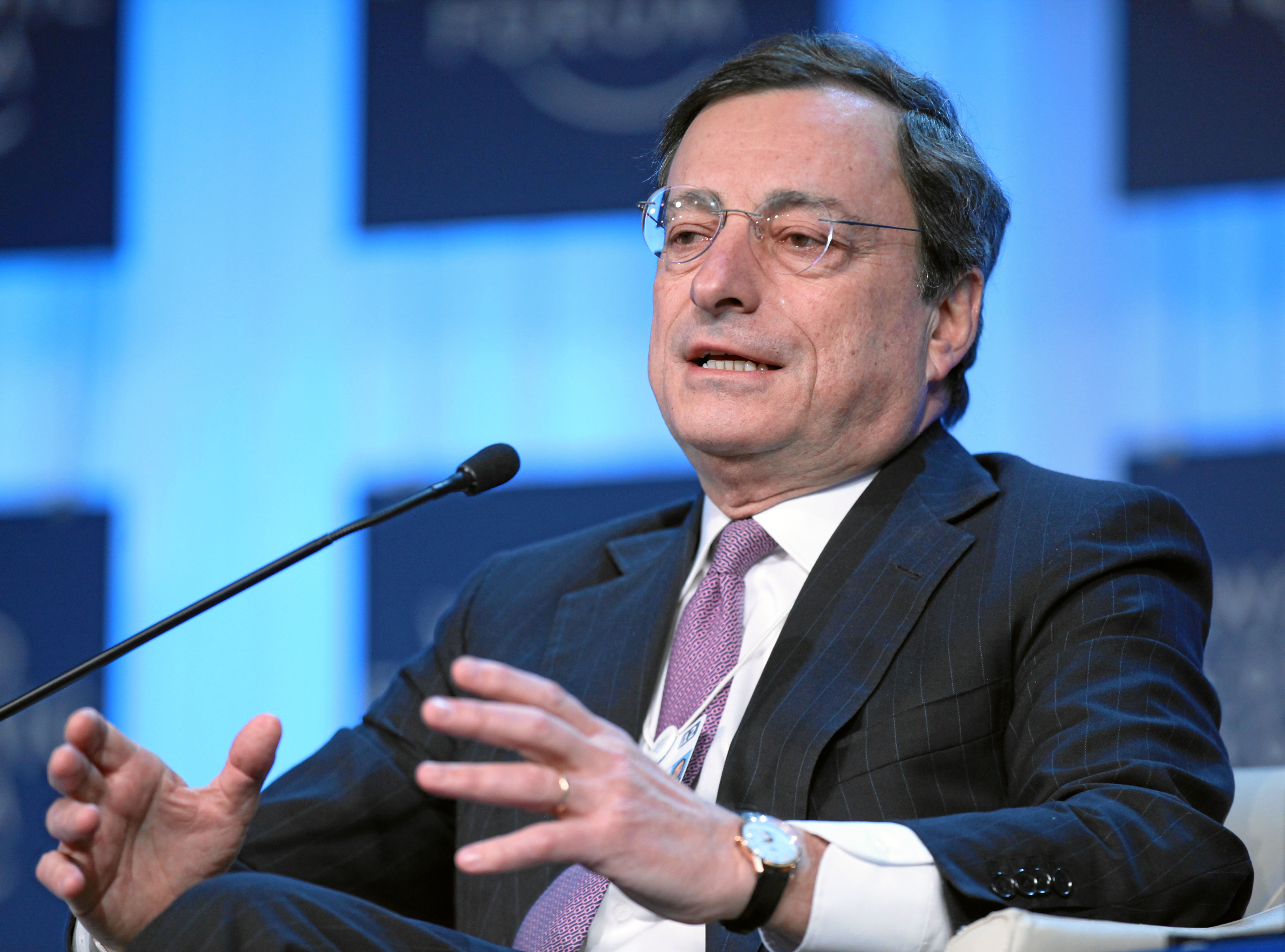
Draghi während des WEFs 2012

Während der Eurokrise wankte das Bankensystem, und die Renditeaufschläge, die einige krisengeschüttelte Euroländer auf ihre Bonds zahlen mussten, schossen in die Höhe; in der Öffentlichkeit ging die Angst vor einem Zusammenbruch der Europäischen Währungsunion um. Auf dem Höhepunkt der Krise sorgte Draghi für eine Kehrtwende, indem er am 26. Juli 2012 während einer Rede in London versicherte, „alles Notwendige“ (Whatever it takes) zu tun, um den Euro zu erhalten, und im Notfall den Ankauf von Staatsanleihen durch die EZB ankündigte. Diese Aussage gilt als Wendepunkt in der Krise, da sich die Finanzmärkte daraufhin beruhigten, siehe Draghi-Effekt. Allein die Ankündigung sorgte für eine Stabilisierung der Finanzmärkte. Die Frage, ob diese Outright Monetary Transactions (OMT) rechtlich zulässig und mit dem Mandat der EZB vereinbar sind, wurde in Deutschland kontrovers diskutiert. 2015 wurde sie vom Europäischen Gerichtshof bejaht, 2016 daran anschließend vom Bundesverfassungsgericht bedingt bejaht.
Unmittelbar vor der Parlamentswahl in Griechenland im Januar 2015 warnte Draghi die Regierungen der Eurozone, dass verschleppte Strukturreformen in diesem Mitgliedsland das Risiko seines Ausscheidens aus dem Euro erhöhten.
Seine Amtszeit, die durch eine dauerhafte Niedrigzinspolitik der EZB gekennzeichnet ist, endete am 31. Oktober 2019. Seine Nachfolge trat Christine Lagarde an.

## Amtszeit als Ministerpräsident

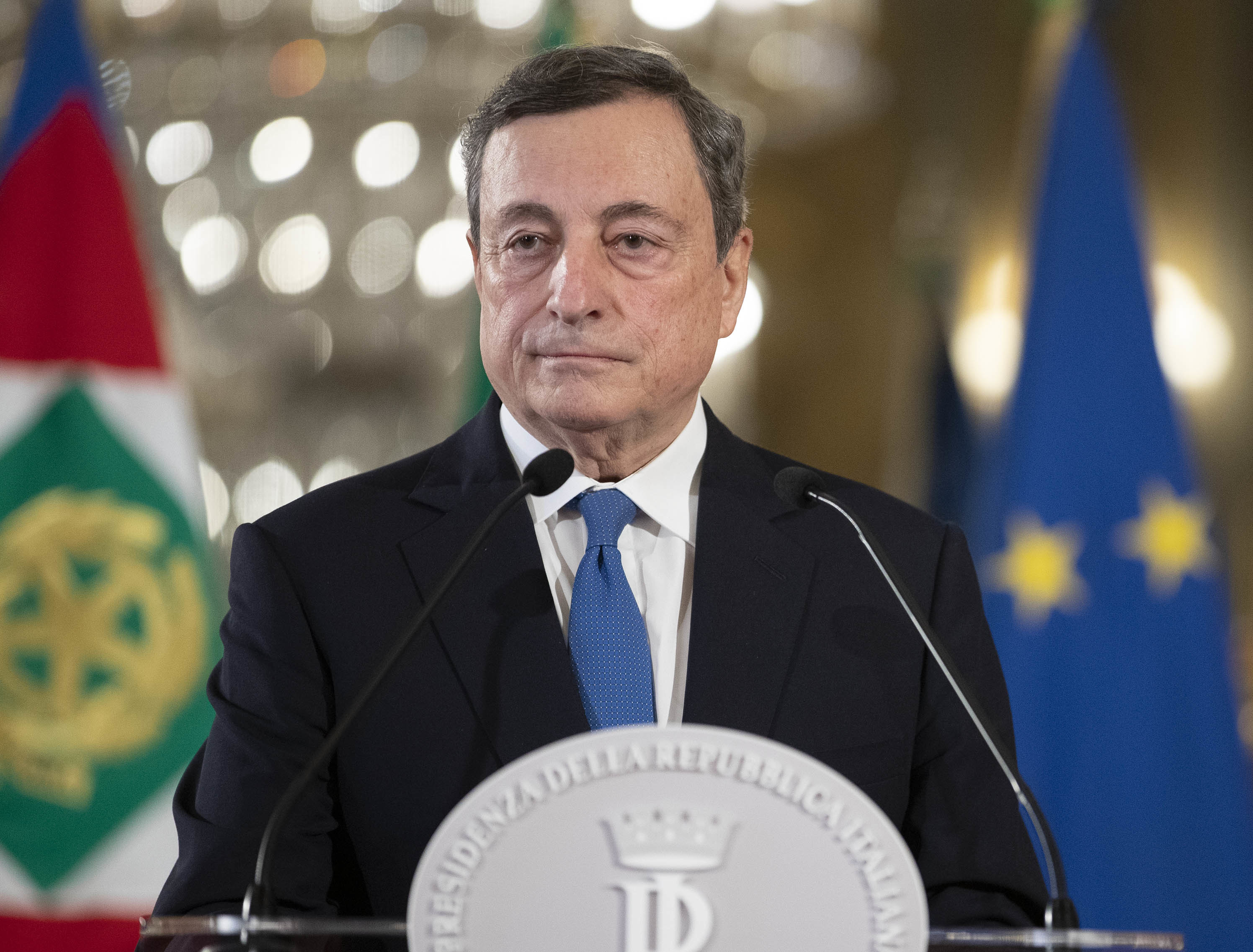
Ansprache des designierten Ministerpräsidenten Mario Draghi nach einem Treffen mit Staatspräsident Sergio Mattarella im Quirinalspalast in Rom am 3. Februar 2021

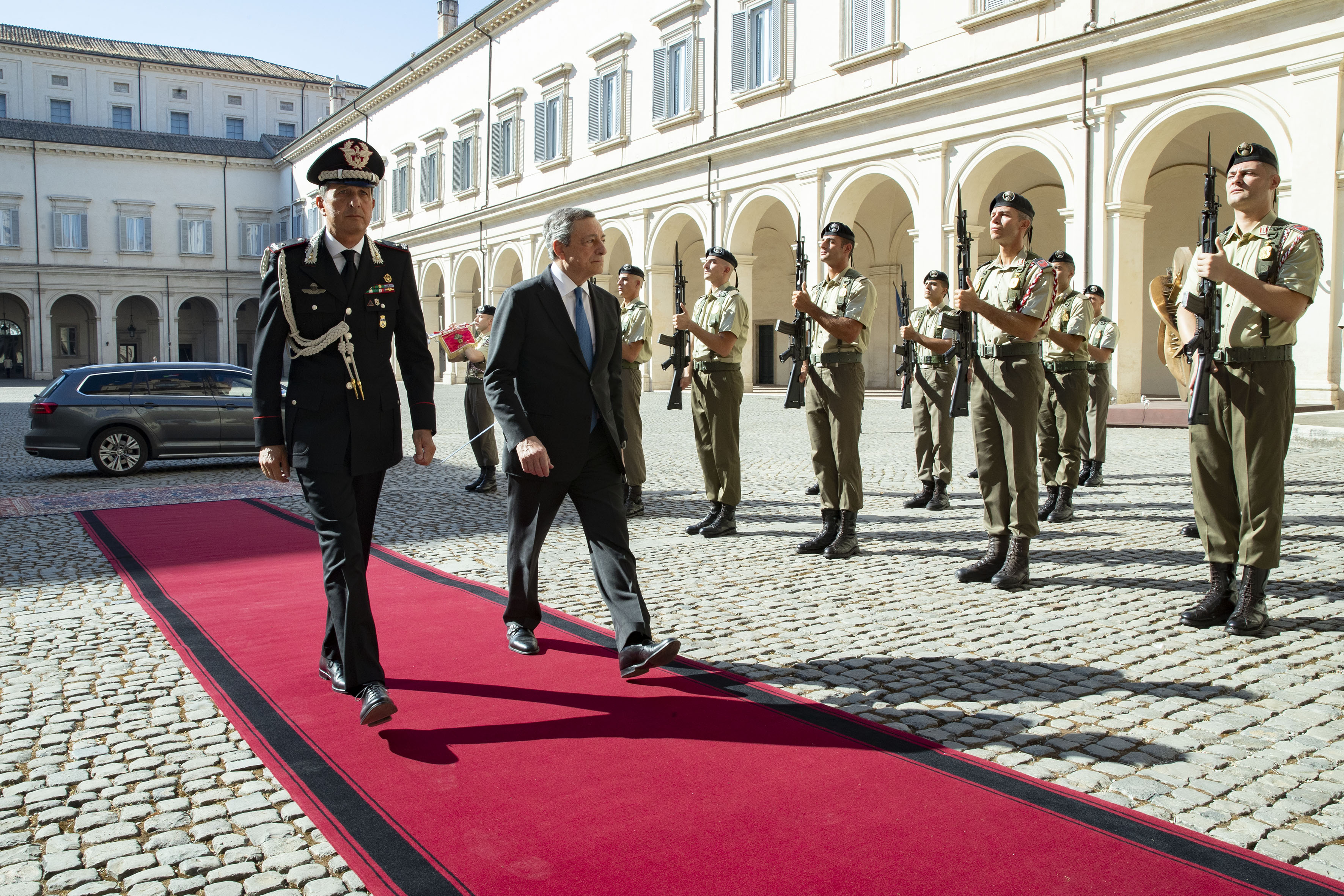
Draghi (auf dem Innenhof des Quirinalspalastes) reicht am 21. Juli 2022 seinen Rücktritt ein.

Im Verlauf der COVID-19-Pandemie in Italien wurden Ende April 2020 Spekulationen laut, dass Mario Draghi Ministerpräsident Giuseppe Conte ablösen und einer neuen Technokratenregierung der „nationalen Einheit“ in der Krise vorstehen könnte. Als Vorbild hierfür gilt Mario Monti, der die Führung des Landes während der Weltfinanzkrise übernahm. Im Januar 2021 zerbrach das Regierungsbündnis, und Conte erklärte seinen Rücktritt.
Staatspräsident Sergio Mattarella sprach sich gegen Neuwahlen während der COVID-19-Pandemie aus und beauftragte Draghi, eine Regierung (Kabinett Draghi) aufzustellen, welche am 12. Februar 2021 gebildet und am 13. Februar 2021 vereidigt wurde. Diese Regierung der nationalen Einheit wird insbesondere von den Parteien Movimento 5 Stelle, Partito Democratico, Lega und Forza Italia getragen.
Mattarella machte deutlich, dass er nur eine Regierung akzeptieren werde, die nicht die parteipolitischen Machtverhältnisse widerspiegelte, sondern die sich der notwendigen nationalen Kraftanstrengung verpflichtet fühlt. Tatsächlich ist keiner der Vorsitzenden der großen Parteien Minister in Draghis Kabinett.
Draghi galt zeitweise als Favorit bei der Wahl des Staatspräsidenten Anfang 2022.
Am 14. Juli 2022 gab Draghi nach einem Streit mit der Movimento 5 Stelle seinen Rücktritt bekannt. Diesen lehnte Staatspräsident Mattarella jedoch ab. Am 21. Juli 2022 reichte Draghi erneut seinen Rücktritt ein; Mattarella nahm ihn an. Die Regierung Draghi soll geschäftsführend im Amt bleiben.

## Berichterstatter der EU-Kommission
Im Jahr 2023 wurde Mario Draghi von der EU-Kommission beauftragt, einen Bericht zur Zukunft der Europäischen Union zu erstellen. Der Bericht mit dem Titel The Future of European Competitiveness. Part A: A Competitiveness Strategy for Europe wurde im September 2024 veröffentlicht. In dem Bericht werden die Herausforderungen benannt, denen die EU im globalen Wettbewerb gegenübersteht, insbesondere im Vergleich zu den USA und China. Die EU habe in den letzten Jahren an Wettbewerbsfähigkeit verloren, insbesondere in Technologiebranchen wie der Künstlichen Intelligenz (KI). Der Bericht beziffert den Bedarf an Investitionen mit 750 bis 800 Milliarden Euro pro Jahr, um die Wettbewerbsfähigkeit der EU zu sichern. Diese Investitionen sollen in die Bereiche Technologie, Verteidigung und Dekarbonisierung fließen. Zur Finanzierung schlägt der Bericht die Möglichkeit gemeinschaftlicher Schuldtitel vor, ähnlich den Maßnahmen während der Corona-Pandemie. Um die Fragmentierung der europäischen Wirtschaft im Vergleich zu den USA und China zu überwinden, empfiehlt der Bericht eine Überprüfung der Wettbewerbspolitik, um Fusionen zu erleichtern und das Wachstum von Unternehmen zu fördern.

## Ehrungen und Auszeichnungen
- 1991: Verdienstorden der Italienischen Republik (Großoffizier)[95]
- 2000: Verdienstorden der Italienischen Republik (Großkreuz)[96][97]
- 2019: Orden des Infanten Dom Henrique (Offizier)[98]
- 2020: Verdienstorden der Bundesrepublik Deutschland (Großkreuz)[99][100]
- 2020: Ordentliches Mitglied der Päpstlichen Akademie der Sozialwissenschaften.[101]
- 2020: Antonio-Feltrinelli-Preis in der Kategorie “International”[102]
- 2025: Prinzessin-von-Asturien-Preis in der Kategorie "Internationale Zusammenarbeit".[103]

Universitäten und Hochschulen
- 2004: Honoris causa (Business Administration) der MIB Trieste School of Management, Triest[104]
- 2009: Honoris causa (Statistische Wissenschaften) der Universität Padua[105]
- 2010: Honoris causa (Business Administration) (Vicenza, CUOA Foundation)[106]
- 2013: Ehrendoktorwürde (Politikwissenschaft) der Libera Università Internazionale degli Studi Sociali, Rom[107]
- 2017: Ehrendoktorwürde der Universität Tel Aviv[108]
- 2018: Ehrendoktorwürde (Wirtschaftswissenschaft) der Scuola Superiore Sant’Anna, Pisa[109]
- 2018: Honoris causa (Rechtswissenschaft) der Universität Bologna[110]
- 2019: Honoris causa (Wirtschaftswissenschaft) der Katholischen Universität vom Heiligen Herzen[111]

## Öffentliche Auftritte
Draghi galt während seiner Zeit als EZB-Präsident als sehr zurückhaltend in Bezug auf Auftritte, Interviews und Selbstdarstellung.
Draghi nahm mehrmals an der Bilderberg-Konferenz teil.

## Privatleben
Draghi ist katholisch und ein Bewunderer von Ignatius von Loyola. Er ist verheiratet mit Maria Serenella Cappello, einer Expertin für englische Literatur. Aus der Ehe stammen zwei erwachsene Kinder.

## Kritik

### EZB-Präsidentschaft
Bereits während seiner Kandidatur zur EZB-Präsidentschaft im Jahr 2011 kamen kritische Stimmen auf, die Draghis Rolle bei der Verschleierung des krisenhaften Zustandes der griechischen Staatsfinanzen durch die griechische Regierung und Goldman Sachs mit Hilfe von off-market swaps hinterfragten. Draghi, der von 2002 bis 2005 für Goldman Sachs in London arbeitete, stritt im Juni 2011 jegliche Beteiligung ab und sagte, diese Dinge seien vor seiner Zeit geschehen. 2012 kamen erneut Stimmen auf, die insbesondere Draghis vormalige Tätigkeit bei Goldman Sachs als Interessenkonflikt werteten sowie die Tätigkeit seines Sohnes Giacomo Draghi als Zinshändler bei Morgan Stanley in London. Nach einem Urteil des Europäischen Gerichtshofs vom 29. November 2012 verweigerte die EZB die Veröffentlichung von Dokumenten, die Einzelheiten zu den Credit Swaps enthielten.

### Nationalbanker
Anfang 2013 geriet Draghi im Zuge der Skandale um die Bank Monte dei Paschi di Siena (MPS) in die Kritik: Es wurde bekannt, dass noch unter der Führung Draghis als Gouverneur der italienischen Zentralbank die MPS äußerst riskante Geschäfte tätigte und die Zentralbank noch im Oktober 2011 der damals strauchelnden MPS einen wertpapierbesicherten Kredit in Höhe von 2 Milliarden Euro gab, aber weder Öffentlichkeit noch das italienische Parlament darüber informierte. Durch diese geheime Rettung der MPS landete zweifelhafter Wertpapierschrott bei der italienischen Zentralbank und die MPS erhielt dafür im Gegenzug Staatsanleihen, deren Zins- und Schuldendienst vom Steuerzahler getragen wird. Draghi wird vorgeworfen, damit den Grundstein für ein europäisches Schattenbankensystem unter Führung der nationalen Notenbanken gelegt zu haben – ein System, das hauptsächlich dafür geschaffen worden sei, Geschäftsbanken und ihre Eigentümer auf Kosten der Steuerzahler vor Insolvenz bzw. Verstaatlichung zu schützen.
Zu diesem Zeitpunkt stand die EZB kurz davor, die Bankenaufsicht in der Euro-Zone nach italienischem Vorbild zu übernehmen.

### Mitgliedschaft bei der Group of Thirty
Die Mitgliedschaft des EZB-Präsidenten Draghi bei der Group of Thirty (G30) wurde erstmals 2012 in einer Beschwerde der Brüsseler Anti-Lobby-Gruppe „Corporate Europe Observatory“ (CEO) kritisiert. CEO stellte einen klaren Interessenkonflikt zwischen dem Mandat und der Mitgliedschaft in einer privaten Lobbyorganisation der Finanzwirtschaft fest. Der damalige EU-Bürgerbeauftragte Diamandouros wies die Beschwerde mit dem Hinweis zurück, die G30 sei keine Lobbyorganisation.
Mit Übernahme der Bankenaufsicht durch die EZB im November 2014 sah CEO den Interessenkonflikt verschärft und reichte erneut eine Beschwerde ein. Im Januar 2017 ordnete die Bürgerrechtsbeauftragte O’Reilly eine Untersuchung an. Im Abschlussbericht bestätigte O’Reilly den Interessenkonflikt und sah die Unabhängigkeit der EZB kompromittiert. Außerdem entspräche die Mitgliedschaft Draghis in der G30 nicht der etablierten internationalen Praxis. Sie rügte die Weigerung der EZB, ihrer Empfehlung zu folgen und die Mitgliedschaft Draghis in der G30 zu beenden.